# Sebastian Bach
Pour les articles homonymes, voir Bach (homonymie).
Ne doit pas être confondu avec Johann Sebastian Bach.
Sebastian Bach, né Sebastian Philip Bierk le 3 avril 1968 à Freeport aux Bahamas, est un chanteur de heavy metal canadien surtout connu pour avoir fait partie du groupe américain Skid Row et du supergroupe Damnocracy.

## Biographie
Bach est né aux Bahamas mais grandi à Peterborough, Ontario. Il a vécu à Red Bank au New Jersey pendant une certaine période du temps. En août 2011, sa maison au New Jersey a été endommagée par l'ouragan Irene et déclarée inhabitable.
Bach a commencé à sortir avec Maria Aquinar dans les années 1980. En 1988, ils ont eu leur premier fils, Paris. Après 7 ans de relation, ils se sont mariés le 26 juillet 1992. Leur deuxième fils, London, est né en 1994 et leur fille, Sebastiana – en 2007. Après 26 ans de relation et 18 ans de mariage, le couple a divorcé en septembre 2010,. Avant leur séparation, Maria a fait sa carrière professionnelle en étant manager de son mari.

## Carrière
Sebastian Bach a été frontman de Skid Row de 1988 à 1996. À l'époque, il était véritablement une icône du hard rock et du rock en général. Les power-ballads de son groupe les ont propulsés en haut des charts mondiaux. Son succès sur MTV fut immédiat. À la même époque il devint ami avec Axl Rose le chanteur principal et leader du groupe Guns N' Roses. En 1996, une fois tous les grands succès passés du groupe Skid Row, Bach fut renvoyé de la formation. Depuis, il a monté quelques groupes sans grand succès hormis le supergroupe Damnocracy dans lequel il tenait la vedette aux côtés de Jason Bonham, le fils du célèbre batteur John Bonham. Depuis le début 2006 Sebastian Bach apparaît dans quelques-uns des spectacles de Guns N' Roses. C'est au début de la tournée « Chinese Democracy North American Tour » que ce statut devint plus officiel. Sebastian Bach fera les premières parties du groupe et les rejoindra toujours pour la même chanson, My Michelle. Il est aussi l'un des rares à avoir entendu les nouvelles chansons de l'album Chinese Democracy de Guns N' Roses avant sa sortie. Il participa au Hellfest 2012 à Clisson, avec d'autres groupes de Glam metal, tel que Motley Crue, Crashdïet...
Il tourne en artiste invité dans la série Gilmore Girls durant les saisons 4, 5 et 6 dans le rôle du guitariste Gill, ainsi que dans la série Canadienne Trailer Park Boys lors de la saison 7, jouant son propre rôle.

## Vie privée
En décembre 2010, Bach a commencé à sortir avec la mannequin Minnie Gupta. Ils ont été fiancés en avril 2012, mais se sont séparés fin 2014.
Le 28 décembre 2014, Bach s'est fiancé à Suzanne Le après deux mois de fréquentation. Ils se sont mariés en août 2015 et vivent actuellement à Los Angeles, en Californie,.
Le 13 juillet 2017, Bach a subi une chirurgie pour hernie « liée au chant ». Un mois plus tard, quand il a commencé à guérir, il a ensuite expliqué que l'opération était nécessaire, « parce qu'il [a] littéralement crié [ses] tripes ».

## Discographie
Voir Skid Row chanteur pour le groupe de 1987 à 1996

### Albums studio
- 2007 - Angel Down
- 2011 - Kicking & Screaming
- 2014 - Give 'Em Hell
- 2024 - Child Within the Man

### Compilations et Albums en public
- 1999 - Bring 'Em Bach Alive! (5 nouveaux titres studio + 11 titres en Live)
- 2001 - Bach 2: Basics (compilation de reprises principalement)
- 2013 - Abachalypse Now (Concerts enregistrés au festival Hellfest le 16/06/2012 et au Club Nokia à Los Angeles le 02/08/2012)

## Vidéographie
- - 2004 - Forever Wild
  - 2007 - Trailer Park Boys, S7E4 "Friends of the Road"
  - 2007 - Trailer Park Boys, S7E9 "Going Off the Rails on the Swayzie Train"